# Центральный парк культуры и отдыха имени Горького (Казань)
Центральный парк культуры и отдыха имени Горького (ЦПКиО им. Горького) — крупный парк в Вахитовском районе Казани, один из многих в СССР центральных парков, традиционно названных в честь писателя Максима Горького. Южная часть ограничена одноименной площадью и улицей Ершова, восточная — улицей Вишневского, северная — улицей Подлужная, западная — Суворовским училищем. На площади перед парком стоит мемориал из монумента «Павшим за советскую власть» (1967 г.) и памятника неизвестному солдату. В парке обитает большое количество серых и рыжих белок.

## История парка
С XIX-го века парк был излюбленным местом отдыха казанцев и имел из-за своего ландшафта прозвище «Русская Швейцария». 
В советские времена парк получил нынешнее название и стал центральным парком Казани. В парке были устроены многочисленные аттракционы. От парка был спуск к реке Казанка, на берегу которой был пляж, к которому также вела канатная дорога.
В 2000-х гг в связи возведением через Казанку моста «Миллениум» для строительства дороги, соединяющей мост с улицей Вишневского, большая территория парка была урезана, официальный пляж ликвидирован. Вскоре из парка Горького вывезли аттракционы, а главным в городе парком аттракционов стал парк Кырлай в другом месте.
В 2007 году парк был регенерирован. В 2010 году в ходе строительства развязки между «Миллениумом» и Подлужной ещё одна часть парка (спуск к «Миллениуму», раньше там стоял известный фонтан с лягушками) была ликвидирована (вырублена).
В 2013 году мэрией и главным архитектором города Прокофьевой Т.Г. в рамках городской целевой программы «Сохранение городских парков и скверов» («100 парков Казани») было принято решение о воссоздании и масштабной реконструкции парка. В 2014 году первая очередь реконструкции была завершена к Дню Города (30 августа). Уложены новые тропинки, газоны, установлен большой светомузыкальный первый в городе контактный фонтан.
К началу 2020-х гг проведен второй этап реконструкции. В глубине парка восстановлены и обустроены аллеи, лыжные трассы и устроен крупный искусственный водопад. Ниже восстановленного спуска от парка к Казанке у опор моста «Миллениум» устроен крупнейший в России экстрим-парк «Урам», который имеет площадь 1,9 га и включает 8 зон: скейт-парк, два памп-трека для опытных и начинающих спортсменов, площадки для воркаута и паркура, стритбольный парк, эйр-парк и тренинг-зоны

## Объекты на территории парка
В глубине парка есть маленькое кладбище, на котором похоронены казанские революционеры, известные писатели. Там же установлен памятник погибшим сотрудникам МВД, похоронен Ирек Минниханов (сын Рустама Минниханова).
Также в парке работает кафе «Лето». 
Через овраги на территории парка перекинуты два моста, а в лесной части стоят скульптуры персонажей различных сказок (доктор Айболит с больным зверем и т. п.).
До строительства дороги от Миллениума до Вишневского на территории парка была летний театр-эстрада, база отдыха, фонтан с лягушками, комната смеха, небольшой картинг, велодром. В летнем театре-эстраде парка имелась оркестровая раковина, которая отличалась прекрасной акустикой и просуществовала до 1993 года. Также в советские времена в парке был деревянный кинотеатр, построенный пленными немцами.
С 1970-х гг от парка до пляжа работала небольшая канатная дорога с двухместными открытыми кабинками-люльками. Однако из-за часто возникавших неисправностей конструкции она часто простаивала или ремонтировалась силами производителя ее оборудования казанского завода «Серп и молот». К началу 1990-х гг канатная дорога была снесена.
Некоторые аттракционы, ранее работавшие в ЦПКиО им. Горького
- Колесо обозрения («Чёртово колесо»). В парке за всю его историю было три колеса обозрения: первое, которое было демонтировано ещё в советские времена, второе, самое большое («Чёртово колесо»), демонтированное в 2000-х и маленькое детское колесо обозрения.
- «Космос»(«Невесомость»). Посетители летали на воздушном потоке от установленной внизу аэродинамической трубы.
- «Центрифуга». Посетители стояли по периметру вращающейся поднимающейся и наклоняющейся круглой платформы.
- «Паровозик». Небольшой состав в виде традиционного поезда, двигающийся по железнодорожному кольцу.
- «Кораблик». Вагончики в виде кораблей, двигающиеся по железнодорожному кольцу.
- «Американские горки».
- Карусель с автомобильчиками. Большая карусель, с установленными на неё небольшими автомобильчиками.
- Карусель с самолётиками. Цепная карусель, с подвешенными самолётиками — кабинками.
- Карусель «Ромашка».

Некоторое время после демонтажа аттракционов части этих аттракционов (например, кабинки канатной дороги и автомобильчики картодрома) можно было видеть в оврагах лесной части парка.